# Stheno
Stheno (Grieks: Σθεννώ, "krachtig"), was in de Griekse mythologie een van de gorgonen, dochters van Phorcys en Ceto, wrede, vrouwelijke monsters met bronzen ledematen, scherpe tanden en levende slangen in plaats van hoofdhaar.
Stheno werd geboren in de grotten onder de berg Olympus, samen met haar zusters Euryale en Medusa. Stheno is (evenals Euryale) onsterfelijk, in tegenstelling tot Medusa, die werd gedood door Perseus. Van de drie zusters was Stheno het onafhankelijkst, en daarnaast de meest woeste; ze heeft meer slachtoffers gemaakt dan haar beide zusters tezamen.